# Progressive Allianz
Die Progressive Allianz (englisch Progressive Alliance) ist ein internationales Netzwerk von 113 sozialdemokratischen, sozialistischen und progressiven Parteien aus der ganzen Welt. Sie wurde am 22. Mai 2013 auf Betreiben der Sozialdemokratischen Partei Deutschlands und Sigmar Gabriels in Leipzig gegründet. Die Einrichtung der Allianz geht mit einem Rückzug europäischer sozialdemokratischer Parteien aus der Sozialistischen Internationale (SI) einher.

## Hintergrund und Gründung
Sigmar Gabriel hatte im März 2011 die Sozialistische Internationale kritisiert, die sich erst nach den Revolutionen des Arabischen Frühlings in Tunesien und Ägypten und dem Sturz der Präsidenten Zine el-Abidine Ben Ali und Husni Mubarak von ihren autoritär herrschenden Mitgliedsparteien Konstitutionelle Demokratische Sammlung (RCD) beziehungsweise Nationaldemokratische Partei (NDP) getrennt hatte. Auch im Fall der Front Populaire Ivoirien (FPI) war der Ausschluss erst nach dem Ausbruch bürgerkriegsartiger Kämpfe in der Elfenbeinküste erfolgt. Er forderte den sofortigen Ausschluss weiterer solcher Parteien, die einst als nationale Befreiungsbewegungen entstanden und daher Mitglieder der SI geworden waren, sich inzwischen aber zu undemokratischen Herrschaftsparteien entwickelt hätten. Gabriel bemängelte, dass die Organisation in Formalien erstarrt sei und nicht mehr als „Stimme der Freiheit“ auftrete. Er mahnte gemeinsam mit der britischen Labour Party, der niederländischen Partij van de Arbeid und der schwedischen Sozialdemokratischen Arbeiterpartei eine grundlegende Reform der Organisation an und drohte andernfalls mit einem Rückzug der SPD und Neugründung eines alternativen Netzwerks. Im Januar 2012 drohte Gabriel erneut, den Mitgliedsbeitrag der SPD, die mit einem jährlichen Betrag von 100.000 Pfund Sterling einer der Hauptzahler der Internationalen war, nicht auszuzahlen.
Vom 14. bis 15. Dezember 2012 kam es auf Einladung des Partito Democratico zu einem ersten Treffen der künftigen Mitgliedsparteien der Progressiven Allianz in Rom. Bei dieser Gelegenheit wurde die Gründung der Progressiven Allianz im Mai 2013 in Leipzig verabredet. Im Januar 2013 beschloss das Exekutivkomitee der britischen Labour Party, die Beteiligung der Partei in der SI auf den Beobachterstatus zurückzustufen. Sie führte zur Begründung „ethische Bedenken“ an. Ein erneutes vorbereitendes Treffen von Vertretern der Gründungsparteien gab es am Rande der Ratsversammlung der SI im portugiesischen Cascais am 4. und 5. Februar 2013. Die SPD reduzierte ihren Mitgliedsbeitrag nun endgültig auf den Mindestbeitrag von 5000 Pfund und ihren Status in der SI damit auf den eines Beobachters. Die Sozialdemokratische Partei Österreichs (SPÖ) und die Fraktion der Progressiven Allianz der Sozialdemokraten im Europäischen Parlament (S&D) vollzogen diesen Schritt ebenfalls.
Das konstituierende Treffen der Progressiven Allianz wurde auf den 22. Mai 2013 gelegt, den Tag vor den Feiern zum 150. Jahrestag der Gründung der SPD in Leipzig. Die Allianz soll auch gemäßigt links orientierte Parteien einschließen, die keine explizit sozialistische Tradition teilen und/oder nicht in der SI vertreten waren, wie die Demokratische Partei der Vereinigten Staaten, den Indischen Nationalkongress, die brasilianische Partido dos Trabalhadores oder der italienische Partito Democratico. Letzterer hat sich mit seinem Beitritt in die Sozialdemokratische Partei Europas inzwischen der sozialistisch-sozialdemokratischen Parteienfamilie angeschlossen, während die drei Parteien aus Brasilien, Indien und den USA an der auf Leipzig folgenden Konferenz, die im Februar 2014 in Tunis stattfand, nicht teilnahmen. Bei der Konferenz im März 2017 in Berlin nahmen Parteienvertreter aus diesen drei Ländern jedoch wieder teil.

## Teilnehmer (an der Allianz)
| Land                          | Partei                                                                              |
| ----------------------------- | ----------------------------------------------------------------------------------- |
| Ägypten                       | Ägyptische Sozialdemokratische Partei                                               |
| Angola                        | Movimento Popular de Libertação de Angola                                           |
| Äquatorialguinea              | Konvergenz für die Sozialdemokratie                                                 |
| Argentinien                   | Partido Socialista                                                                  |
| Australien                    | Australian Labor Party                                                              |
| Belarus                       | Belarussische Sozialdemokratische Partei (Hramada)                                  |
| Belarus                       | Belarussische vereinigte Linkspartei „Gerechte Welt“                                |
| Belarus                       | Nadzeya                                                                             |
| Belgien                       | Parti Socialiste                                                                    |
| Belgien                       | Vooruit                                                                             |
| Bolivien                      | Movimiento al Socialismo                                                            |
| Bolivien                      | Movimiento sin Miedo                                                                |
| Brasilien                     | Partido dos Trabalhadores (Arbeiterpartei)                                          |
| Brasilien                     | Partido Socialista Brasileiro                                                       |
| Bulgarien                     | Bulgarische Sozialistische Partei (BSP)                                             |
| Burkina Faso                  | Parti pour la démocratie et le progrès/Parti socialiste                             |
| Chile                         | Partido Socialista de Chile                                                         |
| Chile                         | Partido por la Democracia                                                           |
| Dänemark                      | Socialdemokraterne                                                                  |
| Deutschland                   | Sozialdemokratische Partei Deutschlands                                             |
| Dominikanische Republik       | Partido Revolucionario Moderno                                                      |
| Dominikanische Republik       | Partido Revolucionario Dominicano                                                   |
| El Salvador                   | Frente Farabundo Martí para la Liberación Nacional                                  |
| Eritrea                       | Eritreische Volksdemokratische Partei (EPDP)                                        |
| Eswatini                      | People’s United Democratic Movement (PUDEMO)                                        |
| Eswatini                      | Swazi Democratic Party (SWADEPA)                                                    |
| Finnland                      | Suomen Sosialidemokraattinen Puolue (SDP, Sozialdemokratische Partei Finnlands)     |
| Frankreich                    | Parti socialiste                                                                    |
| Ghana                         | National Democratic Congress                                                        |
| Grenada                       | National Democratic Congress                                                        |
| Griechenland                  | Panellinio Sosialistiko Kinima (Panhellenische Sozialistische Bewegung)             |
| Guinea                        | Rassemblement du peuple de Guinée (RPG)                                             |
| Indien                        | Indischer Nationalkongress                                                          |
| Indien                        | Association for Democratic Socialism                                                |
| Indonesien                    | Demokratische Partei des Kampfes Indonesiens                                        |
| Indonesien                    | Nasdem Partei                                                                       |
| Irak                          | Patriotische Union Kurdistans (PUK)                                                 |
| Irak                          | Sozialdemokratische Partei Kurdistans (KSDP)                                        |
| Iran                          | Demokratische Partei Kurdistan-Iran (PDK)                                           |
| Iran                          | Komalah-Partei Kurdistans (KPK)                                                     |
| Iran                          | Komala-Partei Iranisch-Kurdistans (KPIK)                                            |
| Irland                        | Irish Labour Party                                                                  |
| Israel                        | Awoda                                                                               |
| Israel                        | Meretz                                                                              |
| Italien                       | Partito Democratico                                                                 |
| Jemen                         | Jemenitische Sozialistische Partei                                                  |
| Jordanien                     | Jordanische Sozialdemokratische Partei                                              |
| Kamerun                       | Front Social Démocrate                                                              |
| Kanada                        | New Democratic Party/Nouveau Parti démocratique                                     |
| Kenia                         | Labour Party of Kenya                                                               |
| Kirgisistan                   | Sozialdemokratische Partei Kirgisistans                                             |
| Demokratische Republik Kongo  | Union pour la Démocratie et le Progrès Social                                       |
| Republik Kongo                | Convergence Citoyenne (CC)                                                          |
| Republik Kongo                | Union panafricaine pour la démocratie sociale (UPADS)                               |
| Kroatien                      | Socijaldemokratska partija Hrvatske (Sozialdemokratische Partei Kroatiens)          |
| Lettland                      | Sociāldemokrātiskā partija „Saskaņa“ (Sozialdemokratische Partei „Harmonie“)        |
| Libanon                       | Progressive Sozialistische Partei                                                   |
| Litauen                       | Lietuvos socialdemokratų partija                                                    |
| Luxemburg                     | Lëtzebuerger Sozialistesch Aarbechterpartei                                         |
| Malaysia                      | Parti Tindakan Demokratik (Demokratische Aktionspartei)                             |
| Marokko                       | Sozialistische Union der Volkskräfte                                                |
| Mauretanien                   | Rassemblement des forces démocratiques                                              |
| Mauritius                     | Mauritische Militante Bewegung                                                      |
| Mexiko                        | Partido de la Revolución Democrática                                                |
| Mexiko                        | Movimiento Ciudadano                                                                |
| Moldau                        | Demokratische Partei Moldaus                                                        |
| Mongolei                      | Mongolische Volkspartei                                                             |
| Mongolei                      | Mongolische Revolutionäre Volkspartei                                               |
| Montenegro                    | Sozialdemokratische Partei Montenegros                                              |
| Montenegro                    | Demokratische Partei der Sozialisten Montenegros                                    |
| Myanmar                       | Demokratische Partei für eine Neue Gesellschaft                                     |
| Myanmar                       | Nationale Liga für Demokratie                                                       |
| Nepal                         | Nepalesische Kongresspartei                                                         |
| Neuseeland                    | New Zealand Labour Party (NZLP)                                                     |
| Niederlande                   | Partij van de Arbeid                                                                |
| Niger                         | Nigrische Partei für Demokratie und Sozialismus (PNDS-Tarayya)                      |
| Nordmazedonien                | Sozialdemokratische Liga Mazedoniens                                                |
| Norwegen                      | Arbeiderpartiet                                                                     |
| Österreich                    | Sozialdemokratische Partei Österreichs                                              |
| Osttimor                      | FRETILIN                                                                            |
| Pakistan                      | Awami National Party                                                                |
| Pakistan                      | National Party                                                                      |
| Palästina                     | Fatah                                                                               |
| Palästina                     | Palästinensische Nationale Initiative                                               |
| Paraguay                      | Frente Guasú                                                                        |
| Philippinen                   | Akbayan                                                                             |
| Polen                         | Nowa Lewica                                                                         |
| Portugal                      | Partido Socialista                                                                  |
| Rumänien                      | Partidul Social Democrat                                                            |
| Saint Lucia                   | Saint Lucia Labour Party                                                            |
| São Tomé und Príncipe         | Movimento de Libertação de São Tomé e Príncipe/Partido Social Democrata (MLSTP-PSD) |
| Schweden                      | Sveriges socialdemokratiska arbetareparti                                           |
| Schweiz                       | Sozialdemokratische Partei der Schweiz                                              |
| Senegal                       | Parti Socialiste                                                                    |
| Serbien                       | Demokratska Stranka (Demokratische Partei)                                          |
| Serbien                       | Socijaldemokratska stranka                                                          |
| Simbabwe                      | Movement for Democratic Change – Tsvangirai                                         |
| Slowenien                     | Socialni demokrati                                                                  |
| Somalia                       | Somali Social Unity Party                                                           |
| Spanien                       | Partido Socialista Obrero Español (PSOE)                                            |
| Südkorea                      | Gemeinsame Demokratische Partei                                                     |
| Syrien                        | Syrisch-Demokratische Volkspartei                                                   |
| Tansania                      | Chama Cha Mapinduzi (Partei der Revolution)                                         |
| Tschechien                    | Česká strana sociálně demokratická (ČSSD; Tschechische Sozialdemokratische Partei)  |
| Tunesien                      | Ettakatol                                                                           |
| Tunesien                      | Parti Travailliste de Tunisie                                                       |
| Türkei                        | Cumhuriyet Halk Partisi (CHP; Republikanische Volkspartei)                          |
| Türkische Republik Nordzypern | Cumhuriyetçi Türk Partisi (Republikanische Türkenpartei)                            |
| Ungarn                        | Magyar Szocialista Párt                                                             |
| Ungarn                        | Szocdemek                                                                           |
| Uruguay                       | Partido Socialista del Uruguay                                                      |
| USA                           | Democratic Party                                                                    |
| Venezuela                     | Cambiemos                                                                           |
| Venezuela                     | Instituto Progresista                                                               |
| Venezuela                     | Movimiento al Socialismo (MAS)                                                      |
| Vereinigtes Königreich        | Labour Party                                                                        |
| Westsahara                    | Frente Polisario                                                                    |
| Zentralafrikanische Republik  | Bewegung für die Befreiung des Zentralafrikanischen Volkes                          |
| Zypern                        | Kinima Sosialdimokraton (Bewegung der Sozialdemokraten)                             |
| Zypern                        | Dimokratiko Komma (Demokratische Partei)                                            |

### Assoziierte Partner
| Land/Region           | Organisation                                                                           |
| --------------------- | -------------------------------------------------------------------------------------- |
| International         | International Union of Socialist Youth (IUSY)                                          |
| International         | Socialist International Women (SIW)                                                    |
| Europäische Union     | Fraktion der Progressiven Allianz der Sozialdemokraten im Europäischen Parlament (S&D) |
| Europa                | Sozialdemokratische Partei Europas (PES)                                               |
| Europa                | Partei der Europäischen Sozialistischen Frauen (PES Women)                             |
| Europa                | Young European Socialists (YES)                                                        |
| Asien                 | Network of Social Democracy in Asia (SOCDEM)                                           |
| Nordafrika und Nahost | Arabisches Sozialdemokratisches Forum (ASDF)                                           |
| Zentralafrika         | Zentralafrikanische Progressive Allianz (APAC)                                         |
| International         | Internationaler Gewerkschaftsbund (ITUC)                                               |
| Amerika               | Trade Union Confederation of the Americas (CSA)                                        |
| OECD                  | Trade Union Advisory Committee to the OECD (TUAC)                                      |
| International         | IndustriALL Global Union                                                               |
| Europäische Union     | Solidar                                                                                |
| International         | Global Progressive Forum                                                               |
| Mittel- und Osteuropa | CEE Network                                                                            |
| International         | Just Jobs Network                                                                      |
| USA                   | Center for American Progress (CAP)                                                     |
| Europäische Union     | Foundation for European Progressive Studies (FEPS)                                     |
| Frankreich            | Fondation Jean-Jaurès                                                                  |
| Brasilien             | Fundação João Mangabeira                                                               |
| Deutschland           | Friedrich-Ebert-Stiftung (FES)                                                         |
| Schweden              | Olof Palme International Center (OPIC)                                                 |

(Quelle: )

## Weitere Mitgliedschaften der Progressiven Allianz in internationalen Institutionen und Organisationen
- Europäisches Parlament: Progressive Allianz der Sozialdemokraten (S&D)
- Foundation for European Progressive Studies (FEPS): parteinahe Stiftung der Sozialdemokratischen Partei Europas
- Internationaler Gewerkschaftsbund (IGB)
- International Union of Socialist Youth (IUSY): Sozialistische Jugend-Internationale
- Socialist International Women (SIW): Sozialistische Internationale der Frauen
- Young European Socialists (YES): Europäische Jungsozialistinnen und Jungsozialisten

## Kontroversen
Der Publizist Alan Posener schrieb Anfang Mai 2013 das Entstehen des neuen Netzwerks einem aufbrechenden Konflikt zwischen eher liberalen, westlichen Sozialdemokraten und den ehemaligen linken Befreiungsbewegungen in der Dritten Welt zu, die unter dem Deckmantel des Antiimperialismus nationalistische, undemokratische, anti-liberale und anti-emanzipatorische Tendenzen entwickelt haben. Die europäischen Linken hätten aus einer naiven Solidarität mit den früheren antikolonialen Bewegungen lange Zeit die Augen vor diesen Fehlentwicklungen verschlossen.
Giorgos Papandreou, der Präsident der SI, sowie deren Generalsekretär Luis Ayala beklagten daraufhin in einem offenen Brief „Rufmord“ und „falsche Anschuldigungen“; es sei bedauerlich, „dass die Führung unserer deutschen Mitglieder die weltweite Bewegung progressiver Kräfte spalten will“.